# I.M. Pei

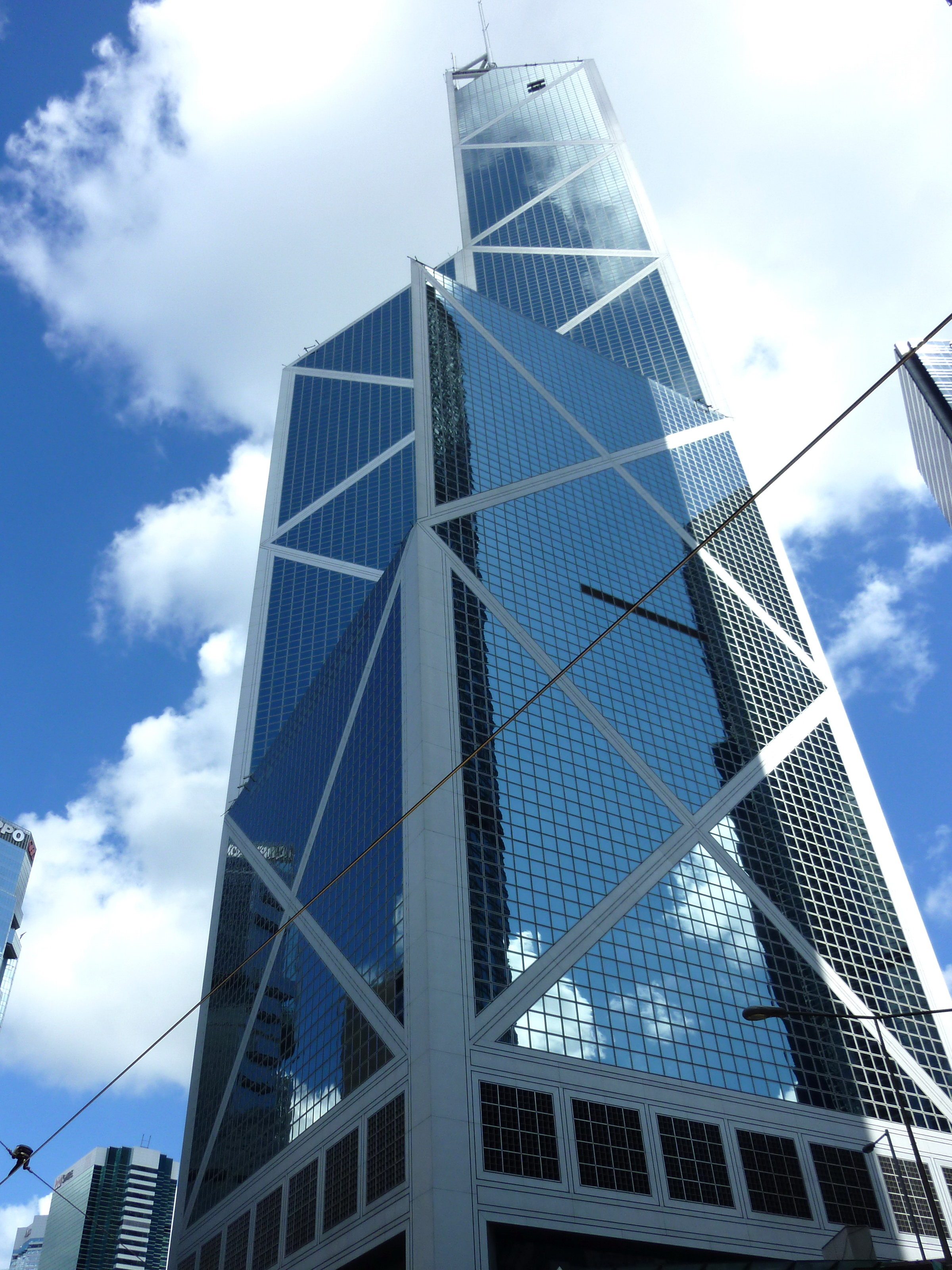
Bank of China Tower w Hongkongu.

I.M. Pei, właśc. Ieoh Ming Pei (ur. 26 kwietnia 1917 w Kantonie, zm. 16 maja 2019 w Nowym Jorku) – amerykański architekt modernistyczny i postmodernistyczny chińskiego pochodzenia, laureat Nagrody Pritzkera.

## Życiorys
Uczył się najpierw w Hongkongu i Szanghaju. Po otrzymaniu średniego wykształcenia wyjechał w 1935 do USA, aby studiować architekturę. Początkowo kształcił się na Uniwersytecie Pensylwanii, następnie przeniósł się na Massachusetts Institute of Technology, gdzie w 1940 otrzymał tytuł bachelora (B.Arch.). Z powodu wybuchu II wojny światowej nie mógł wrócić do Chin, pozostał więc w USA. Kontynuował studia w Harvard University (Harvard Graduate School of Design), gdzie otrzymał stopień magistra (M.Arch.) w 1946. Po przystąpieniu Stanów Zjednoczonych do wojny współpracował z National Defense Research Committee. W latach 1945–1948 był adiunktem na Uniwersytecie Harvarda.
W 1954 został obywatelem amerykańskim. W 1955 założył własne biuro architektoniczne pod nazwą I. M. Pei & Partners, które w 1989 zmieniło nazwę na Pei Cobb Freed & Partners, honorując dwóch głównych partnerów Jamesa Freeda (zm. 2005) i Henry’ego Cobba.
Dwaj synowie Peia, Chien Chung (Didi) Pei i Li Chung (Sandi) Pei są również architektami.
Zmarł 16 maja 2019 w wieku 102 lat.

## Odznaczenia i nagrody
- 1983 Nagroda Pritzkera
- 1988 National Medal of Arts
- 1992 Prezydencki Medal Wolności
- 2010 Royal Gold Medal RIBA

## Dzieła
- National Center for Atmospheric Research w Boulder w stanie Kolorado, 1961–1967
- 50 wież kontroli lotów na różnych lotniskach w USA, 1968–1972
- Ratusz w Dallas, 1972
- John Hancock Tower w Bostonie, 1976
- Biblioteka Johna F. Kennedy’ego w Bostonie, 1979
- Bank of China Tower w Hongkongu, 1982–1990
- Piramida Luwru w Paryżu, 1989
- Rock and Roll Hall of Fame w Cleveland, 1995
- Musée d’Art Moderne Grand-Duc Jean w Luksemburgu, 1999
- Tour EDF w La Défense, Paryż, Francja, 2002
- Museum of Islamic Art w Ad-Dauha, Katar, 2004
- Torre Espacio, Madryt, Hiszpania, 2004

## Przypisy

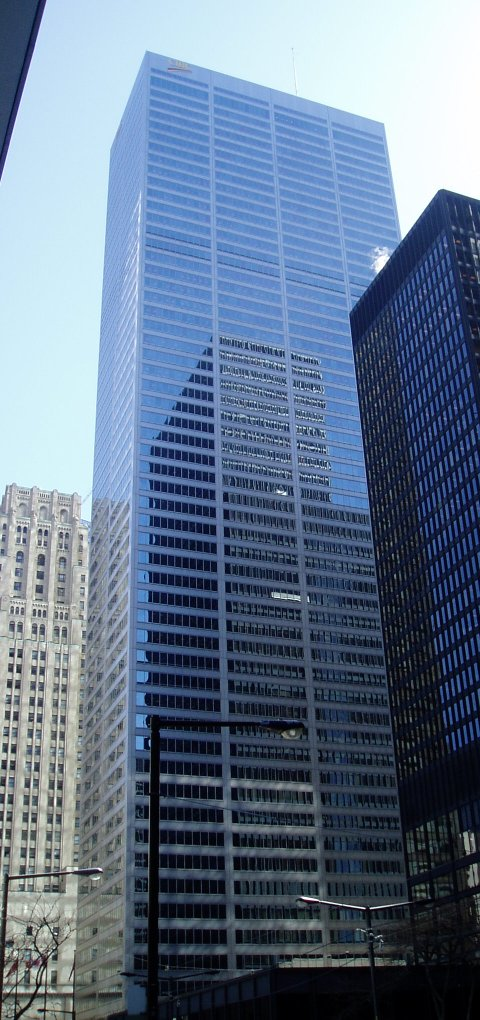
Commerce Court w Toronto